# Freddy Grisales
Freddy Indurley Grisales (Bello, 22 de septiembre de 1975) es un exfutbolista colombiano. Jugaba de mediocampista y actualmente se dedica a dirigir su propia escuela de fútbol, Totono Latino Sport, en Medellín.

## Trayectoria

### Atlético Nacional
Comenzó su carrera en el Atlético Nacional de su país natal, pero antes había realizado una campaña en el Bello FC donde jugó en las temporadas 1998-1999. 

### San Lorenzo
Tuvo algunas buenas actuaciones, y por eso en 2000 hace su arribo en el fútbol argentino, jugando para San Lorenzo de Almagro.
Permaneció en el banco de suplentes sin llegar a tener grandes actuaciones en sus 6 meses en dicho club argentino, y finalmente decide romper unilateralmente el contrato y regresar al su club inicial en el 2000, donde en su segunda etapa con el club comienza a tener buenas actuaciones, las cuales le permitieron mantenerse en el plantel titular y ser retenido en el equipo hasta el 2004.

### Colón
Ese año pasa a Colón de la ciudad de Santa Fe, donde participa en la temporada 2004-2005 completamente, participando regularmente en el plantel titular, con buenas actuaciones. Allí su DT fue Alfio Basile, y compartió equipo con Giovanni Hernández y Esteban Fuertes.

### Barcelona
A mediados del 2005 es transferido al Barcelona SC de Ecuador, donde nuevamente vuelve a ser marginado por permanecer en el banco de suplentes, hecho que hace que 6 meses después de su arribo al fútbol ecuatoriano regrese a Colombia para jugar con el Independiente Medellín.
Luego de 6 meses donde tuvo buenas actuaciones, fue fichado nuevamente por el Club Atlético Colón a mediados del 2006. En su segunda etapa tuvo grandes actuaciones afianzándose en el plantel titular del sabalero y defendiendo en cada partido de local el mote de Cementerio de los Elefantes que tiene el estadio del club santafesino, un ejemplo de ello es el gol que le propinó a Boca Juniors, otro de los cinco grandes del fútbol argentino, en el Apertura 07, donde a los 2 minutos del descuento (47 minutos del Segundo Tiempo, o 92 minutos del inicio del partido) conectó una pelota en la red defendida por Mauricio Caranta que le dio la victoria al equipo santafesino sobre el xeneize.Gol "antológico" con el cual El Sabalero le cortó una racha de cuatro triunfos consecutivos del Bostero en el Apertura 2007. Tal actuación lo llevó a ser convocado para la Selección Colombia, donde participó repetidas veces.

### Independiente
El 7 de enero de 2008 y luego de una larga lucha de intereses entre los clubes Colón e Independiente, Freddy Grisales se convirtió en jugador de la entidad de Avellaneda la cual compró el 33% del Pase del Jugador. Prácticamente no jugó.

### Junior
Durante el 2009 jugó con el Junior de Barranquilla, nuevamente junto a Giovanni Hernández. Una vez terminada la temporada sale del club.

### Deportivo Pereira
Para el 2011, en el mes de marzo, llega al Deportivo Pereira que lucha por no ir al descenso.
Actualmente tiene una escuela de fútbol "Latina Sport”, ubicada en las canchas sintéticas “Bernabeu” en el barrio Cuba en la ciudad de Pereira (Risaralda). También forma parte del equipo Perfumería Roma-Pasarela Pipe Sport que disputa el Torneo Copa Libertadores 100 horas. Estudia para ser técnico y además trabaja en las divisiones menores del Envigado FC de Colombia.

## Selección Colombia
Ha participado en repetidas ocasiones para la tricolor, entre ellas se destaca la Copa América 2001, torneo en el cual anotaría a los 15 minutos del primer partido de la Selección de Colombia frente a Venezuela el 11 de julio de 2001, el cual terminaría en un triunfo por 2-0 a favor de los cafeteros. Igualmente, tuvo destacadas actuaciones en eliminatorias para los mundiales del 2006 y 2010.

### Participaciones enCopas América
| Torneo                 | Sede                   | Resultado              | PJ | GA | Asis |
| ---------------------- | ---------------------- | ---------------------- | -- | -- | ---- |
| Copa América 1999      | Paraguay               | Cuartos de final       | 4  | 0  | 2    |
| Copa América 2001      | Colombia               | Campeón                | 6  | 1  | 0    |
| Total en Copas América | Total en Copas América | Total en Copas América | 10 | 1  | 2    |

### Participaciones enEliminatorias al Mundial
| Eliminatorias                               | Sede del Mundial       | Posición               | Resultado              | PJ | GA | Asis |
| ------------------------------------------- | ---------------------- | ---------------------- | ---------------------- | -- | -- | ---- |
| Eliminatorias Mundial de Corea y Japón 2002 | Corea del Sur y Japón  | 6°lugar 27pts          | Eliminado              | 9  | 2  | 0    |
| Eliminatorias Mundial de Alemania 2006      | Alemania               | 6°lugar 24pts          | Eliminado              | 6  | 1  | 1    |
| Eliminatorias Mundial de Sudáfrica 2010     | Sudáfrica              | 7°lugar 23pts          | Eliminado              | 4  | 0  | 0    |
| Total en Eliminatorias                      | Total en Eliminatorias | Total en Eliminatorias | Total en Eliminatorias | 19 | 3  | 1    |

## Clubes
| Club                   | País                | Año                 | Partidos | Goles' |
| ---------------------- | ------------------- | ------------------- | -------- | ------ |
| Atlético Nacional      | Colombia            | 1998-1999           | 80       | 8      |
| San Lorenzo            | Argentina           | 2000                | 9        | 0      |
| Atlético Nacional      | Colombia            | 2000-2004           | 114      | 14     |
| Colón                  | Argentina           | 2004-2005           | 17       | 2      |
| Barcelona              | Ecuador             | 2005                | 14       | 4      |
| Independiente Medellín | Colombia            | 2006                | 11       | 3      |
| Colón                  | Argentina           | 2006-2007           | 39       | 9      |
| Independiente          | Argentina           | 2008                | 13       | 0      |
| Envigado F. C.         | Colombia            | 2009                | 17       | 4      |
| Junior                 | Colombia            | 2009                | 15       | 1      |
| Deportivo Pereira      | Colombia            | 2011                | 26       | 0      |
| Total en su carrera    | Total en su carrera | Total en su carrera | 386      | 51     |

## Palmarés

### Campeonatos nacionales
| Título                | Club              | País     | Año  |
| --------------------- | ----------------- | -------- | ---- |
| Campeonato colombiano | Atlético Nacional | Colombia | 1999 |

### Copas internacionales
(*) Incluyendo la Selección
| Título          | Club               | País     | Año  |
| --------------- | ------------------ | -------- | ---- |
| Copa Merconorte | Atlético Nacional  | Colombia | 2000 |
| Copa América    | Selección Colombia | Colombia | 2001 |

### Distinciones individuales
| Distinción                        | Año  |
| --------------------------------- | ---- |
| Parte del Equipo Ideal de América | 2002 |